# 斯洛維尼亞人
斯洛維尼亞人是南斯拉夫人的一支。說斯洛維尼亞語。總數250萬人。主要分布在巴爾幹半島國家斯洛維尼亞。另外在義大利東北部、奧地利南部、克羅埃西亞和匈牙利也有一些斯洛維尼亞人聚居。